# Henning Frenzel
Henning Frenzel (Geithain, 3 maggio 1942) è un ex calciatore tedesco orientale, dal 1990 tedesco, di ruolo attaccante.

## Carriera

### Club
Ha giocato tutta la sua carriera con il Lokomotive Lipsia, con cui è perfino tornato a giocare nel 2004 per celebrare la rifondazione del club.

### Nazionale
Ha collezionato 56 presenze e 19 reti con la Nazionale tedesca orientale.

## Palmarès

### Club

#### Competizioni nazionali
- Coppa della Germania Est: 1

Lokomotive Lipsia: 1976

#### Competizioni internazionali
- Coppa Piano Karl Rappan: 1

Lokomotive Lipsia: 1965-1966

### Nazionale
- Bronzo olimpico: 1

Tokyo 1964